# Batalha de Mícale
A Batalha de Mícale foi uma das duas grandes batalhas que terminaram com a invasão persa na Grécia Antiga, durante as Guerras Médicas. A batalha aconteceu aproximadamente (ou exatamente) em 27 de agosto de 479 a.C. aos pés do monte Mícale, na Jônia, perto da Ilha de Samos. A batalha resultou na destruição de uma das principais forças persas na Jônia, bem como de sua frota no Mediterrâneo. A Batalha de Plateias, no mesmo dia, na Grécia, foi também uma vitória para os gregos, e os persas tiveram de se retirar dos dois locais, acabando com sua dominação. A batalha tornou-se famosa a partir dos escritos de Heródoto.
Os comandantes das forças gregas eram Leotíquides II, rei euripôntida de Esparta, e Xantipo, arconte de Atenas; o comandante das forças persas se chamava Tigranes.

## Antecedentes
Na primavera de 479 a.C., várias cidades da Jônia começaram a se revoltar contra seus governantes persas. Logo tiveram que se voltar para a Grécia pedindo ajuda. Uma reunião aconteceu em Atenas e embaixadores de várias cidades jônicas, Atenas e Esparta se encontraram no começo do verão. A reunião não impressionou o comandante das forças persas na Tessália, Mardónio, e este enviou seus termos a Atenas para que permanecesse neutra. A proposta foi recusada e começaram os preparativos para a guerra. As forças de Mardônio logo alcançaram Atenas, mas os cidadãos já tinham se retirado para Salamina.
Enquanto os Espartanos se preparavam para a guerra, descansando em Delos, chegou uma delegação de Samos pedindo ajuda. Uma frota grega de 110 navios partiu de Delos sob o comando de Leotíquides II.

## A batalha
Ao verem a aproximação dos gregos, os persas em Samos decidiram enfrentá-los na terra. Foram para a península próxima de Mícale, a leste da cidade, e formaram uma muralha de navios, tanto no mar quanto na terra. Os gregos, ao chegarem, organizaram-se para o combate, com os espartanos sempre à direita. Os atenienses atacaram primeiro pela praia e conseguiram forçar os persas a se retirarem para um forte construído na praia. Os atenienses então capturaram o forte e os persas sobreviventes fugiram, apenas para enfrentar seus outros inimigos, da cidade de Mileto, na retaguarda. Os poucos sobreviventes alcançaram Sardes.
Quando os espartanos chegaram, o acampamento persa havia sido pilhado e seus navios destruídos. Ao voltar a Samos, eles discutiram os movimentos seguintes. Os espartanos propuseram que se evacuassem as cidades da Grécia Jônica e trouxessem a população para o continente. Os atenienses, contudo, não queriam perder suas colônias, mas aceitaram as colônias em uma liga contra a Pérsia.

## Após a batalha
Com os Persas derrotados, os Espartanos retornaram ao continente. Atenas, agora mais forte com a união com as colônias da Jônia, começou a exercer um poder cada vez maior na área, o que levou, mais tarde, ao começo da Guerra do Peloponeso.